# Donald pilote d'essai
Pour plus de détails, voir Fiche technique et Distribution.
Donald pilote d'essai (Test Pilot Donald) est un dessin animé de la série des Donald produit par Walt Disney pour Buena Vista Distribution, sorti en 1951.

## Synopsis
Donald range son prototype d'avion à côté de l'arbre de Tic et Tac.

## Fiche technique
- Titre original : Test Pilot Donald
- Titre français : Donald pilote d'essai
- Série : Donald Duck
- Réalisateur : Jack Hannah
- Scénariste : Bill Berg, Nick George
- Animateur : Bill Justice, Hal King, Volus Jones, Bob Carlson
- Effets d'animation: Jack Boyd
- Layout: Yale Gracey
- Décor: Ralph Hulett
- Musique: Paul Smith
- Voix : Dessie Flynn (Tac), James MacDonald (Tic) et Clarence Nash (Donald)
- Producteur : Walt Disney
- Société de production : Walt Disney Productions
- Distributeur : RKO Pictures
- Date de sortie : 8 juin 1951[1]
- Format d'image : couleur (Technicolor)
- Son : Mono (RCA Photophone)
- Durée : 6 min
- Langue : (en)
- Pays :  États-Unis
- Dates de sortie :
  - États-Unis : 8 juin 1951

## Voix françaises
- Sylvain Caruso : Donald Duck
- Béatrice Belthoise : Tic
- Philippe Videcoq : Tac

## Titre en différentes langues
D'après IMDb :
- Suède : Kalle Anka som luftakrobat, Kalle Anka som testpilo